# Otay Centenario (Tijuana)
La delegación Otay Centenario es una demarcación territorial y administrativa del municipio de Tijuana, en Baja California, México, ubicada al norte  de la ciudad. Es una de las delegaciones más importantes de la ciudad, en ella se encuentra un cruce fronterizo a San Diego, el Aeropuerto Internacional con una terminal binacional y uno de los parques industriales más grandes de Tijuana. Ahí mismo también se encuentra la aduana de exportación, la Base Aérea Militar y las universidades públicas más reconocidas del estado; la Universidad Autónoma de Baja California y el Instituto Tecnológico de Tijuana.

## Historia
Otay se deriva de la lengua Kumeyaay. Aunque se discute su significado, las posibles derivaciones incluyen "otai", que significa "cepillado"; "Tou-ti" significa "gran montaña" o "etaay" que significa "grande".
Fue a partir de la década de los 50s a raíz de la migración y la instalación de empresas y maquiladoras, que comenzaron a surgir las comunidades y colonias en lo que actualmente es la delegación de Otay Centenario, entre ellas la colonia “Mesa alta de la Libertad”, “Burócrata” hoy llamada “Ruiz Cortines”, “Santa Anita”, “Postal”, “Del Río”, “Buena Vista” y “Tomás Aquino”, esta última autorizada en 1964. La primera terminal del aeropuerto fue originalmente construida en la parte suroeste del aeropuerto, frente al nuevo y actual edificio terminal. El aeropuerto fue incorporado a ASA en 1965. En 1968 surgió “Lomas Taurinas”. 
En la Mesa de Otay, en 1976 se formaron los fraccionamientos “Constituyentes” y “Ciudad Industrial”, autorizados a Promotora del Desarrollo Urbano, S.A. (PRODUTSA) ; en 1978 el “Otay Jardín”, a Rubén Corral Rascón y Jorge Alfonso Best Moreno; el siguiente año el “Nuevo Tijuana” y el “Indeco-Universidad”, al Instituto de Vivienda del Estado.
En 1980 se regularizó el “Centro Urbano 70-76”, formado a principios de la década de los setenta; al año siguiente, el “Otay Universidad”, autorizado a Inmobiliaria del Estado de Baja California y “Ciudad Industrial Nueva Tijuana”, a PRODUTSA. Finalmente, en 1983 se formó el fraccionamiento “Garita de Otay”, autorizado a Leandro Lozano Franco. 
El 24 de enero de 1985, el 25º cruce fronterizo entre Estados Unidos y México abrió oficialmente en Mesa de Otay después de 17 años de planificación. Menos de 20 coches cruzaron entre los dos países ese primer día.
En 1994, el candidato presidencial por el  PRI, Luis Donaldo Colosio es asesinado en la Calzada Mimiahuapan de la colonia Lomas Taurinas, en aquel entonces de la delegación "Mesa de Otay". 
En 2014, el Ayuntamiento de Tijuana aprueba unificar las delegaciones "Mesa de Otay" y "Centenario", creando así, la delegación "Otay Centenario".

## Paisaje Urbano

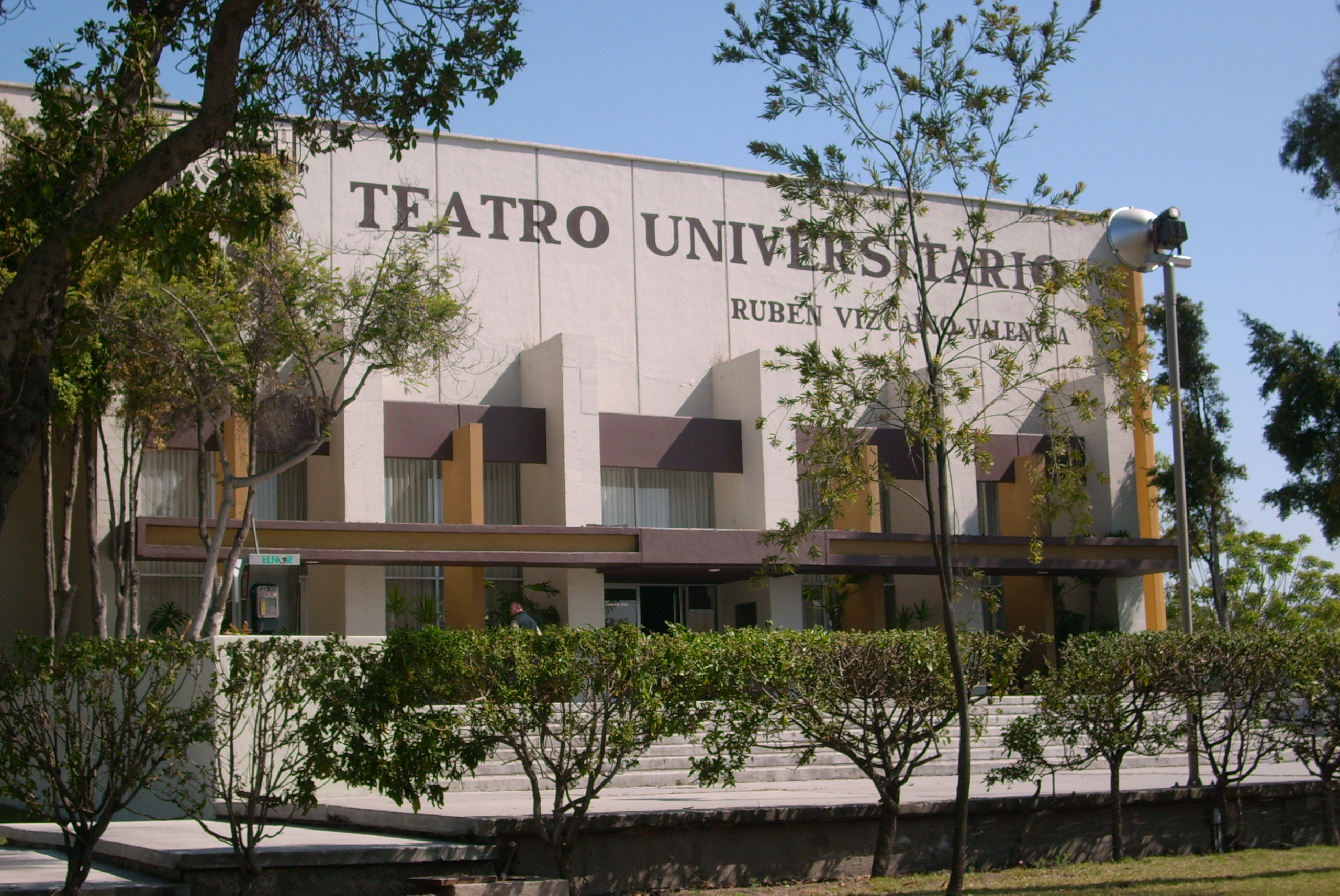
Teatro Rubén Vizcaíno en UABC

La delegación Otay Centenario colinda al norte con la ciudad de San Ysidro y con Otay Mesa, Estados Unidos, al este con el municipio de Tecate, al sur con las delegaciones La Mesa, Cerro Colorado y La Presa, al oeste con la delegación  Centro. 

### Barrios o colonias
A diferencia de otras ciudades en el mundo, los barrios en México son colonias que no cuentan realmente con alguna autoridad gubernamental oficial, aunque en ocasiones se cuenta con alguna junta de colonos. Las colonias más conocidas de la delegación son las siguientes: 
Colonia Lomas Taurinas, Nueva Tijuana, Otay Universidad, Otay Industrial, Otay Constituyentes, Otay Tecnológico, Murúa, Buena Vista, Postal, Libertad, Del Río y 70-76, entre otras. 

### Lugares de interés
- Aeropuerto Internacional de Tijuana
- Instituto Tecnológico de Tijuana
- Parque de la Amistad
- Hospital Infantil de las Californias
- CRIT Teletón
- Garita Internacional de Otay
- Universidad Autónoma de Baja California
- Plaza de la Unidad y la Esperanza
- Centro de Alto Rendimiento
- Unidad Deportiva Reforma
- Campos Deportivos
- Central Camionera
- Parque Pasteje

### Edificios o monumentos
- Consulado de Estados Unidos en Tijuana
- Parroquia Divina Providencia

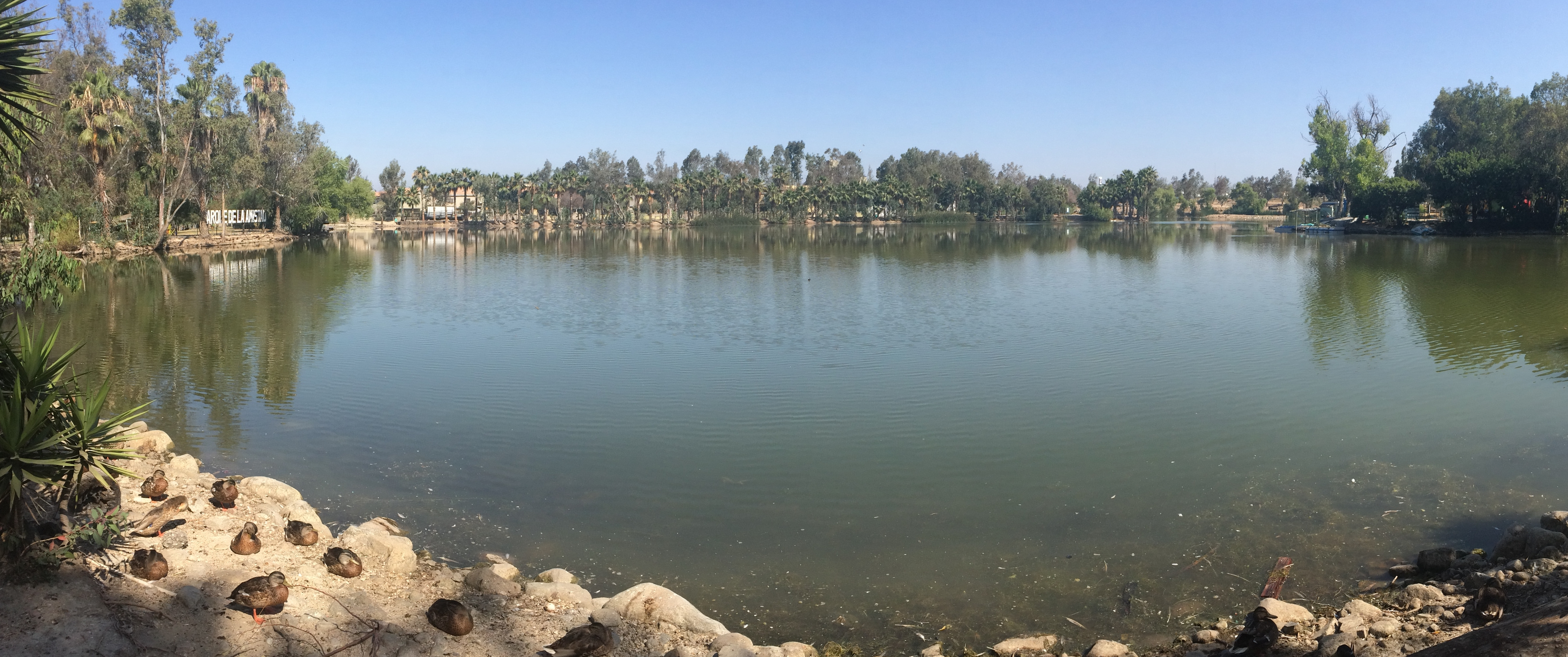
Lago en el Parque de la Amistad

- Lago en el Parque de la AmistadMonumento al Desarrollo y la Esperanza
- Monumento al Borrego Cimarrón
- Biblioteca Central de la UABC

## Cultura
La delegación concentra la mayoría de la actividad académica y estudiantil, así como gran parte de la actividad industrial, por lo que cuenta con pocos espacios para el ocio y la cultura, siendo principalmente el Parque de la Amistad y algunos centros comerciales de la zona como Alameda Otay Town Center. 
- Sala de Arte Álvaro Blancarte

### Cines y Teatros
Los cines y teatros en Tijuana son principalmente privados, algunos dedicados a la difusión del cine independiente y otros a la exhibición del cine comercial. Aunque hay pocos cines en la demarcación, estos son de las principales cadenas nacionales. En la difusión teatral, el Parque de la Amistad ha sido utilizado para la realización de presentaciones, entre ellos El Lago de los Cisnes; además, se cuenta con el Teatro Cala-Fórnix del Instituto Tecnológico de Tijuana y el Teatro Rubén Vizcaíno Valencia de la Universidad Autónoma de Baja California. 
- Cinemex Otay Alameda
- Cine Libertad
- Teatro Rubén Vizcaíno Valencia
- Teatro Cala-Fórnix

### Zonas comerciales
Es la actividad comercial una de las principales actividades económicas de la delegación hay comercios en prácticamente toda la zona, dando especial atención a los servicios ofrecidos a los estudiantes de las distintas escuelas, desde primarias hasta universidades, de la delegación. Además, ha crecido la tendencia de crear espacios recreativos para los mismos habitantes de la comunidad.  

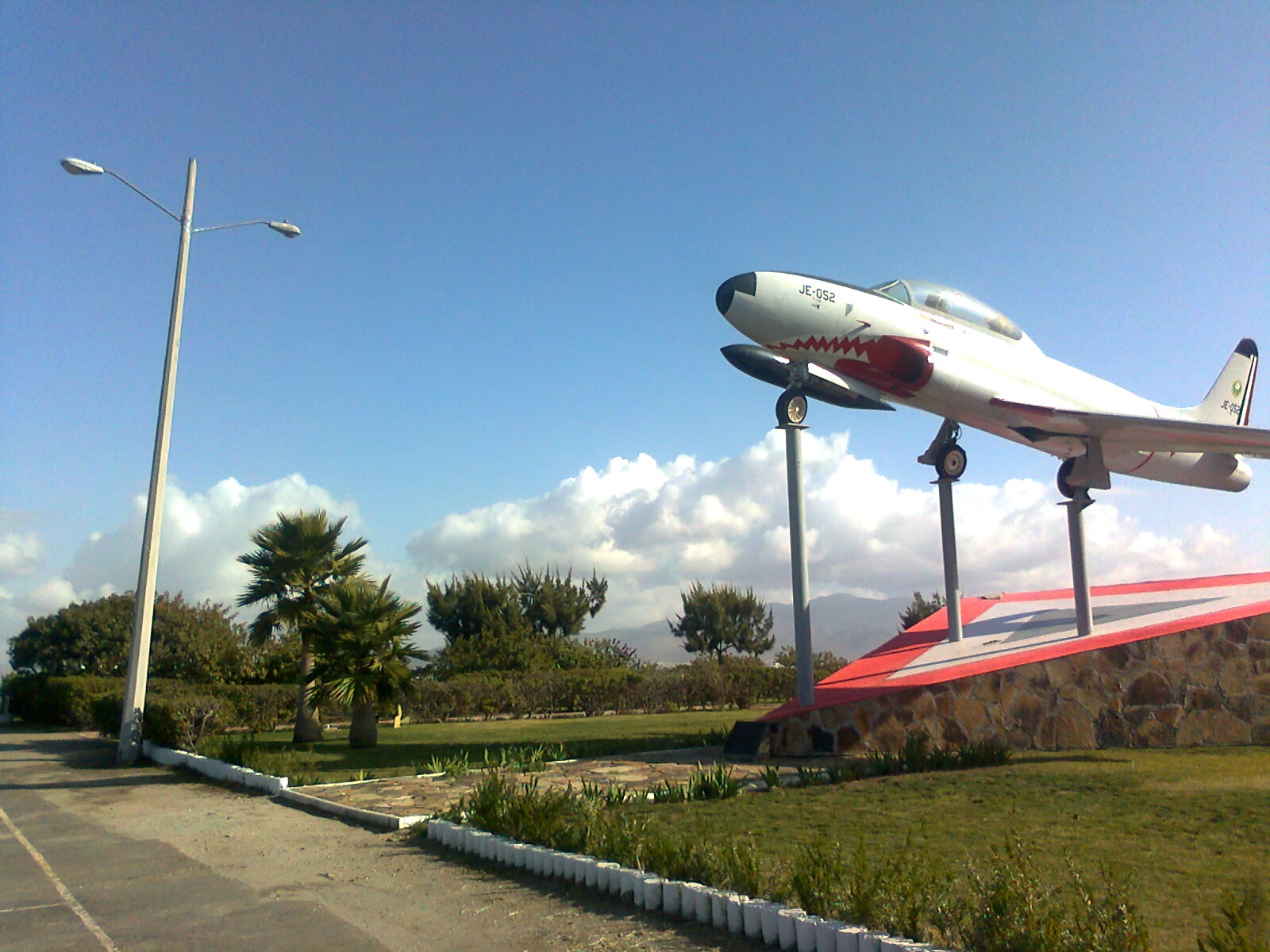
Monumento en la Base Aérea Militar en Tijuana

- Plaza Americana
- Centro Comercial Otay
- Alameda Otay Town Center
- Plaza Unisur

## Movilidad

### Vialidades y carreteras
La delegación es la puerta de acceso hacia el exterior de la ciudad y también hacia el resto del país a través de la Carretera Federal 2 que termina en El Porvenir, Chihuahua, pasando por gran cantidad de ciudades fronterizas al norte de México.  También aquí se encuentran la Garita Internacional de Otay y próximamente la Garita Otay II, por lo que es punto obligado para el cruce a Estados Unidos.  
Internamente los bulevares Alberto Limón Padilla, Bellas Artes, Avenida Tecnológico y Aeropuerto, son las arterias principales de la movilidad urbana de la delegación. 

### Transporte
En la delegación se encuentra el Aeropuerto Internacional de Tijuana, uno de los 5 aeropuertos con más pasajeros en el país y que conecta con algunas ciudades del continente asiático, Estados Unidos y México. En él, se encuentra el Cross Border Xpress, un puente peatonal fronterizo que une la terminal del aeropuerto con una terminal en Estados Unidos.  
Así mismo, se encuentra la Central Camionera, inmueble que cuenta con algunas empresas de autobuses conectando a la ciudad con el resto del país, así como algunos puntos de California y Nevada 